# Szusica (Makedonszki Brod)
Szusica (macedónul: Сушица) település Észak-Macedóniában, a Délnyugati körzet Makedonszki Brod-i járásában.

## Népesség
| Lakosok száma | 252  | 241  | 167  | 117  | 74   | 25   | 24   | 13   | 6    |
|               | 1948 | 1953 | 1961 | 1971 | 1981 | 1991 | 1994 | 2002 | 2021 |

2002-ben 13 lakosa volt, akik közül 12 macedón és 1 szerb.